# Theodor Detmers

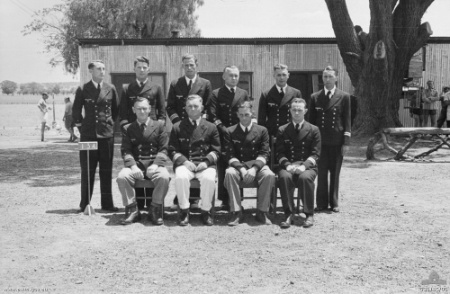
Oficialidad del HSK Kormoran como prisioneros de guerra (Theodor Detmers es el más bajo, sentado segundo a la derecha de la primera fila)

Theodor Detmers (Witten, 22 de agosto de 1902-Hamburgo, 4 de noviembre de 1976) fue un marino de guerra alemán.

## Datos biográficos

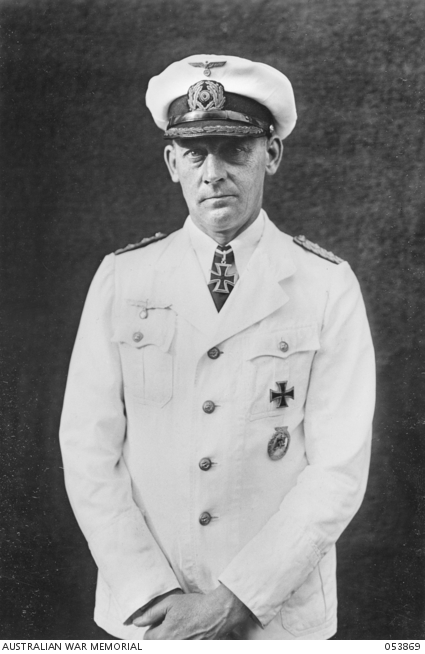
Theodor Detmers

Nació en Witten, a orillas del Rin. Durante el Segundo Imperio Alemán, Detmers ingresó en la Reichsmarine sirviendo en los acorazados Hannover y Elsass. Después estuvo destinado a prácticas y entrenamiento en el velero buque escuela Niobe y el crucero Berlín. Más tarde fue destinado al Emden durante 12 meses y luego enviado a trabajar con personal de tierra durante dos años. En julio de 1927, Detmers fue ascendido a teniente sirviendo en el torpedero Albatros. Durante dos años sirvió en el Estado Mayor Naval hasta que, en 1932, fue trasferido al crucero Köln por dos años, donde fue ascendido de nuevo a Teniente de navío.
Desde 1934, Detmers pasó por distintos torpederos y destructores hasta que fue nombrado comandante del destructor Schoemann, que tomó parte en la campaña de Noruega transportando tropas y como buque de escolta.
En julio de 1940, Detmers se hizo con el mando del crucero auxiliar Kormoran. Durante su estancia en él, tomó medidas disciplinarias muy restrictivas logrando que su tripulación fuese una de las mejores. Consiguió capturar un mercante y hundir otros 10 buques, más el crucero ligero HMAS Sydney (1934) en un corto combate naval. Con este buque Detmers finalizó con un registro total de 75.375 toneladas. También fue ascendido a capitán de fragata de la Kriegsmarine.
El 19 de noviembre de 1941 se enfrentó al crucero ligero australiano HMAS Sydney, desapareciendo ambos barcos y no habiendo supervivientes del barco aliado. Detmers fue rescatado del mar junto a gran parte de su tripulación y llevado a un campo de prisioneros australiano. El 4 de diciembre de 1941 recibió la Cruz de Caballero.
En el campo de prisioneros planeó una fuga construyendo un túnel de 120 metros, lográndolo la noche entre el 10 y el 11 de marzo de 1945, pero volvieron a ser recluidos tras su captura.
El 15 de marzo de ese mismo año, Detmers sufrió un derrame cerebral que le produjo una hemiplejía en la parte derecha del cuerpo, dejándole el brazo derecho lisiado. En 1947 fue puesto en libertad y enviado de vuelta a Alemania. Su libro "Hilfskreuzer Kormoran" fue traducido al inglés en 1975 con el título de "The Raider Kormoran".
Theodor Detmers el 4 de noviembre de 1976 murió a los 74 años de edad.